# Prau Raming
Prau Raming is een bestuurslaag in het regentschap Oost-Soemba van de provincie Oost-Nusa Tenggara, Indonesië. Prau Raming telt 321 inwoners (volkstelling 2010).